# Várady Károly (ügyvéd)
Váradi Várady Károly (Torna, Abaúj vármegye, 1859. november 8. – Budapest, 1914. december 30.) ügyvéd, országgyűlési képviselő, a budapesti református egyház tanácsosa.

## Élete
Abauj-Tornamegye görgői kerületének volt képviselője. A jogot Kassán és Budapesten végezte. 1886-ban szerzett ügyvédi oklevelet és ezt követően a fővárosban ügyvédkedett. Számos jogi cikke jelent meg. Az 1892—96. évi országgyűlésen a gödöllői kerületet képviselte, 1902-ben függetlenségi programmal lépett föl, de sem a Kossuth Párthoz, sem az Ugron Párthoz nem csatlakozott. Elhunyt 1914. december 30-án reggel 5 órakor, életének 55., házasságának 22. évében; örök nyugalomra helyezték 1915. január 1-jén délután a Kerepesi úti temetőben a református egyház szertartása szerint. Neje Maár Etelka (Maár Gusztáv Adolf és Czödler Amália leánya) volt, kivel Nyíregyházán kelt egybe, 1893. február 14-én.